# Kempinski Hotel Chongqing
El Kempinski Hotel Chongqing es un hotel de la cadena alemana Kempinski situado en Chongqing, China. Es un rascacielos que tiene 220 metros de altura y 54 plantas, el noveno más alto de la ciudad. Su construcción comenzó en 2008 y acabó en 2012. El complejo también consta de una torre secundaria de 120 m de altura y 22 plantas, completada en 2011, que contiene oficinas.
Está situado junto al Río Yangtze, a 30 minutos del Aeropuerto Internacional de Chongqing y cerca del distrito financiero de la ciudad, así como de centros comerciales y museos.

## Habitaciones
Tiene un total de 416 habitaciones y suites:
- 163 habitaciones deluxe (33-38 m²)
- 159 habitaciones grand (33-38 m²)
- 42 habitaciones executive club (33-38 m²)
- 49 suites ejecutivas (65 m²)
- 2 suites diplomáticas (102 m²)
- 1 suite presidencial (205 m²)[4][5]

## Servicios
El hotel cuenta con un gimnasio, una piscina cubierta de 25 metros y una terraza al aire libre. También contiene nueve salas de reuniones, la mayor de las cuales tiene capacidad para hasta 500 personas. Asimismo, dispone de un spa con 10 salas de tratamientos, jacuzzi y sauna, que ofrece una variedad de tratamientos de hidratación, aromaterapia y belleza. También contiene un bar (The Lounge) y cuatro restaurantes:
- Guo Hui Yan Chinese Restaurant
- The Thai Cook
- Elements All Day Dining Restaurant
- Paulaner Bräuhaus